# Hotter'N Hell Hundred
Le Hotter'N Hell Hundred est une course cycliste américaine disputée autour de Wichita Falls, dans l'État du Texas. Elle se déroule sur plusieurs étapes. 
Cette compétition comprend plusieurs épreuves distinctes selon le genre, l'âge et la catégorie des participants.

## Présentation
La course est créée en 1982 grâce à l'initiative de la commune organisatrice, qui célèbre alors son centenaire. Elle est habituellement organisée le quatrième ou cinquième samedi du mois d'août, neuf jours avant la fête du Travail aux États-Unis. Avec plus de 13 000 participants pour certaines éditions, elle est réputée comme étant la plus grande randonnée cycliste du siècle aux États-Unis, et l'une des plus grandes au monde.

## Palmarès depuis 1992

### Élites Hommes
| Année | Vainqueur         | Deuxième          | Troisième      |
| ----- | ----------------- | ----------------- | -------------- |
| 1992  | Roy Knickman      |                   |                |
| 1993  | Roy Knickman      |                   |                |
| 1994  | David Mann (en)   |                   |                |
| 1995  | Kent Bostick (en) | Colby Pearce      | Jorge Espinosa |
| 1996  | Kent Bostick (en) |                   |                |
| 1997  | Eric Wohlberg     | Colby Pearce      | Olin Bakke     |
| 1998  | Julian Dean       | Eric Wohlberg     | David Clinger  |
| 1999  | Eric Wohlberg     | Kent Bostick (en) | Steve Speaks   |
| 2000  | Sylvain Beauchamp | Chris Fisher      | Dirk Friel     |
| 2001  | Clark Sheehan     | Jesse Keefer      | Dirk Friel     |
| 2007  | Aaron Smathers    | Edgar Ibarra      | Brad Huff      |
| 2010  | Logan Hutchings   | Joshua Carter     | Russ Walker    |
| 2013  | Matt Stephens     | Augusto Sánchez   | David Wenger   |
| 2015  | Nicholas Torraca  | Jacob White       | Mike Sheehan   |
| 2017  | Julio Padilla     | Grant Koontz      | Tristan Uhl    |
| 2018  | Mike Sheehan      | Stefan Rothe      | Pablo Cruz     |
| 2019  | David Tolley      | Tanner Ward       | Kyle Swanson   |
| 2020  | non disputé       | non disputé       | non disputé    |
| 2021  | Pavle Kalaba      | Justin McQuerry   | Doug Frenchal  |
| 2022  | Doug Frenchak     | Pavle Kalaba      | Eli Husted     |
| 2023  | Dušan Kalaba      | Hasani Hennis     | Pavle Kalaba   |